# Mohamed Daramy
Mohamed Daramy (Hvidovre, 2002. január 7. –) dán válogatott labdarúgó, a holland Ajax csatárja.

## Pályafutása

### Klubcsapatokban
Daramy a dániai Hvidovre városában született. Az ifjúsági pályafutását a helyi Hvidovre csapatában kezdte, majd a København akadémiájánál kezdte.
2019-ben mutatkozott be a København első osztályban szereplő felnőtt keretében. 2021. augusztus 28-án ötéves szerződést kötött a holland első osztályban érdekelt Ajax együttesével. Először a 2021. szeptember 11-ei, Zwolle ellen 2–0-ra megnyert mérkőzés 82. percében, Steven Berghuis cseréjeként lépett pályára. Első gólját 2021. szeptember 18-án, a Cambuur ellen hazai pályán 9–0-ás győzelemmel zárult találkozón szerezte meg. A 2022–23-as szezonban a København csapatát erősítette kölcsönben.

### A válogatottban
Daramy az U19-es és az U21-es korosztályú válogatottakban is képviselte Dániát.
2021-ben debütált a felnőtt válogatottban. Először a 2021. szeptember 1-jei, Skócia ellen 2–0-ra megnyert mérkőzés 85. percében, Andreas Skov Olsent váltva lépett pályára.

## Statisztikák
2023. június 4. szerint
| Klub                   | Szezon   | Osztály          | Bajnokság | Bajnokság | Kupa  | Kupa | Nemzetközi | Nemzetközi | Összesen | Összesen |
| Klub                   | Szezon   | Osztály          | Meccs     | Gól       | Meccs | Gól  | Meccs      | Gól        | Meccs    | Gól      |
| ---------------------- | -------- | ---------------- | --------- | --------- | ----- | ---- | ---------- | ---------- | -------- | -------- |
| København              | 2018–19  | Danish Superliga | 11        | 1         | 1     | 1    | —          | —          | 12       | 2        |
| København              | 2019–20  | Danish Superliga | 29        | 4         | 3     | 2    | 9          | 1          | 41       | 7        |
| København              | 2020–21  | Danish Superliga | 28        | 5         | 1     | 0    | —          | —          | 29       | 5        |
| København              | 2021–22  | Danish Superliga | 6         | 2         | 0     | 0    | 5          | 2          | 11       | 4        |
| København              | Összesen | Összesen         | 74        | 12        | 5     | 3    | 14         | 3          | 93       | 18       |
| Ajax                   | 2021–22  | Eredivisie       | 12        | 1         | 2     | 2    | 2          | 0          | 16       | 3        |
| København (kölcsönben) | 2022–23  | Danish Superliga | 28        | 8         | 6     | 1    | 7          | 0          | 41       | 9        |
| Összesen               | Összesen | Összesen         | 114       | 21        | 13    | 6    | 23         | 3          | 150      | 30       |

### A válogatottban
| Válogatott | Év       | Pályára lépés | Gól |
| ---------- | -------- | ------------- | --- |
| Dánia      | 2021     | 4             | 0   |
| Dánia      | 2023     | 3             | 0   |
| Összesen   | Összesen | 7             | 0   |

## Sikerei, díjai
København
- Danish Superliga
  - Bajnok (1): 2018–19, 2021–22

Ajax
- Eredivisie
  - Bajnok (1): 2021–22

- Holland Kupa
  - Döntős (1): 2021–22

- Holland Szuperkupa
  - Döntős (1): 2022